# Erdészeti Lapok
Az Erdészeti Lapok az Országos Erdészeti Egyesület tulajdonában lévő havi lap, melyet 1862-ben Divald Adolf és Wagner Károly alapított Selmecbányán. A folyóirat kiadásának célja a magyar nyelvű erdészeti szakirodalom megteremtése, a szakmai képzettség fejlesztése és az erdészeti szakszemélyzet összefogása volt.

## Története
Az első két évfolyam Erdőszeti Lapok címen jelent meg. A lap 1864-ben a Magyar Erdészegylet közlönye lett. 1866–1867-ben Erdészeti és Gazdasági Lapok Közlönye (kiadja és szerkeszti Sporzon Pál), majd 1868-tól ismét Erdészeti Lapok címen jelent meg, akkor már az Országos Erdészeti Egyesület közlönyeként.
1873-ban az Egyesület megvásárolta a lap tulajdonjogát Wagner Károlytól – a volt tulajdonosok és a szerkesztő, Bedő Albert egyesületi titkár a lap főmunkatársai lettek. Ettől kezdve az Erdészeti Lapok Budapesten jelent meg, tulajdonosa és kiadója pedig az Országos Erdészeti Egyesület. Bedő Albert 1899-ig szerkesztette a lapot, 1900-tól Bund Károly vette át a munkát, 1925-től Czillinger János volt a felelős szerkesztő. 
Napjainkban a főszerkesztő Nagy László. A lap a története során történelmi okokból három kényszerű kiadási szünetet élt meg: 1919-ben és 1944–1948, valamint 1950–1952 között. Az 1952-től ismét megjelenő lap Az Erdő címet viselte 1990-ig. 1991-től újra a régi címén, megújult tartalmi és formai keretek között jelenik meg az Erdészeti Lapok. Az Erdészeti Lapok tulajdonosa és kiadója ma is az Országos Erdészeti Egyesület, a kiadásért felelős személy az egyesület elnöke. Az újság megalakulásakor 477 példányban jelent meg, 2007-ben 3000 előfizetője volt.

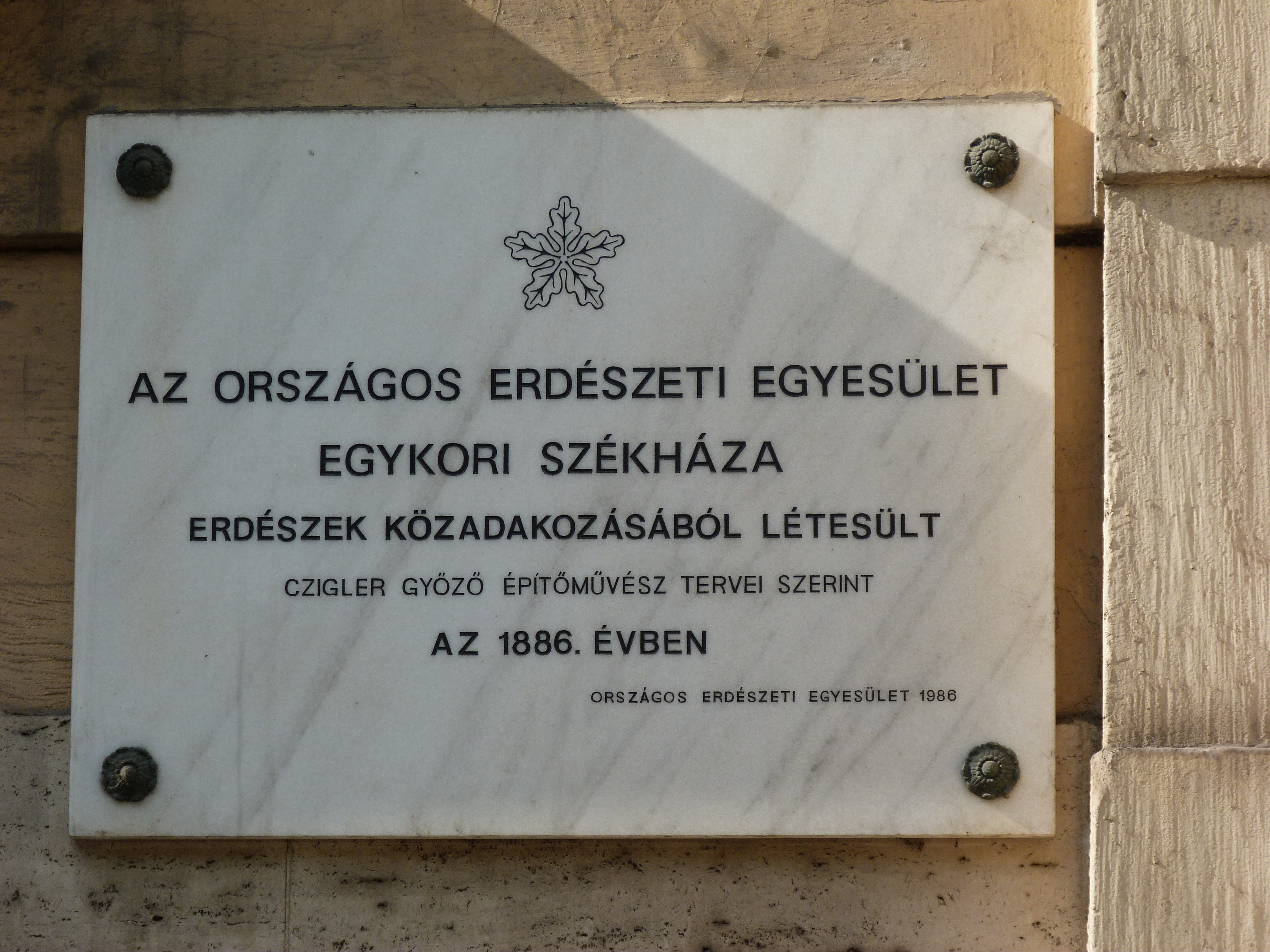
Országos Erdészeti Egyesület emléktáblája

## Funkciója
Meghatározó szerepet játszott a magyar erdészeti szaknyelv kialakulásában és elterjesztésében. Ez a lap nem csupán az Országos Erdészeti Egyesület közlönye, hanem a mindenkori magyar erdészet és erdőgazdálkodás szellemi értékeinek tárháza, iránymutató lámpása, a korabeli erdészeti gyakorlati és tudományos élet tapasztalatainak közreadója és az erdészettörténeti kutatások legfontosabb forrása is egyben.

## Digitális változat
- A digitális változat megtalálható az Elektronikus Periodika Archívumban. (Erdészeti Lapok)
- Keresés a megjelent lapokban szó szinten.